# 朝の色・いろ
『朝の色・いろ』（あさのいろいろ）は、KBCラジオ（九州朝日放送）で放送されていたラジオ番組。パーソナリティは、エッセイストの滝悦子とフードコラムニストの伊豆美沙子（後の宗像市長）が務めていた。
当初は日曜 8時00分 - 8時30分に放送の30分番組であったが、2005年春の改編で8時15分までの放送に縮小。そして2006年4月からは、『スマイルサンデー』内で8時15分 - 8時30分に放送のコーナー番組になった。『スマイルサンデー』が9時台での放送になってからは、再び単独番組として放送されていた。